# Tastaturpuffer
Der Tastaturpuffer ist ein Speicher (Puffer) für Zeichenanschläge, die von der Tastatur eines Computers kommen.
Auf einer Tastatur eingegebene Zeichen werden zunächst im Tastaturpuffer zwischengespeichert, bis sie vom Betriebssystem weiterverarbeitet werden können. Dieses Zwischenspeichern erlaubt die Eingabe von (schnell getippten oder zahlreichen) Zeichen, ohne dass diese verloren gehen, auch wenn das System ausgelastet ist und sie zeitweilig nicht verarbeiten kann. Die Reihenfolge der Zeichen bleibt dabei erhalten (First In – First Out).
Bei PC-Systemen wird mit jedem Tastendruck bzw. -loslassen ein Hardware-Interrupt erzeugt. In der Unterbrechung der normalen Programmausführung wird die Tastatur-Aktivität registriert, die Daten eingelesen und im Tastaturpuffer abgelegt. Anschließend wird die Unterbrechung umgehend wieder aufgehoben. Der Tastaturpuffer ist als Ringpuffer organisiert, der eine im Regelfall ausreichende, aber dennoch begrenzte Anzahl von Anschlägen aufnehmen kann. Ist er ausnahmsweise voll, werden weitere Eingaben verworfen (üblicherweise zusätzlich akustisch signalisiert), bis er wieder aufnahmefähig ist. Mit der sukzessiven Verarbeitung der Eingaben durch Betriebssystem und Anwendungssoftware leert sich der Tastaturpuffer entsprechend.